# سالتريو
سالتريو هي كومونا ( بلدية ) في مقاطعة فاريزي تقع في المنطقة الإيطالية لومبارديا، وحيث تقع على بعد حوالي 50 كيلومتراً (31 ميل ) شمال غرب ميلانو وتبعد حوالي 9 كيلومتراً (6 أميال ) عن شمال شرق فاريزي على الحدود مع سويسرا، وفي 31 ديسمبر عام 2004 بلغ عدد سكانها 2925 نسمة وتبلغ مساحتها 3.5 كيلومتراً مربعاً (1.4 ميل مربع).
تحد سالتريو البلديات التالية: أرزو (سويسرا)، كليفيو، ميردا ( سويسرا )، فيجيو .